# Actinostephanus enpingensis
Actinostephanus enpingensis ist die einzige Art der monotypischen Pflanzengattung Actinostephanus innerhalb der Familie der Gesneriengewächse (Gesneriaceae). Sie ist ein Endemit im Gebiet der kreisfreien Stadt Enping in der südchinesischen Provinz Guangdong.

## Beschreibung

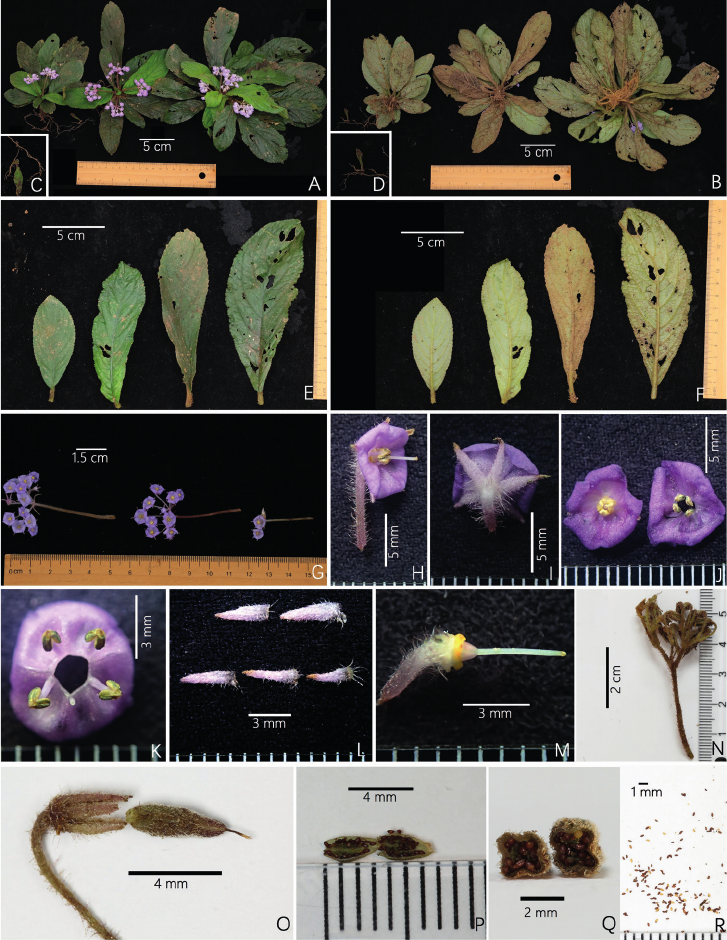
Fotos aus dem natürlichen Habitat: A: Habitus von oben; B: Pflanzenexemplar von unten, um des Wurzelsystem zu zeigen; C: Unterirdische Pflanzenteile; D: Unterirdische Pflanzenteile; E: Oberseite der Laubblätter; F: Unterseite der Laubblätter; G: Blütenstand; H: Seitenansicht der Blüte; I: Radiärsymmetrische Blüte von unten mit Blütenkelch und -krone; J: Frontansicht der Blütenkrone; K: Staubblätter und Staminodien; L: Unterseite des Blütenkelchs; M: Griffel; N: Fruchtstand; O: Kapselfrucht und bleibende Kelchblätter; P: Offene Kapselfrucht; Q: Querschnitt der Kapselfrucht; R: Samen.

### Erscheinungsbild und Blatt
Actinostephanus enpingensis wächst terrestrisch als immergrüne ausdauernde, krautige Pflanze und erreicht Wuchshöhen von 3 bis 9, selten bis zu 12 Zentimetern. Sie ist anfangs stängellos. Sie bildet nach einigen Jahren ein etwas fleischiges, bei einer Länge von 5 bis 15 Millimetern sowie einem Durchmesser von 3 bis 8 Millimetern zylindrisches Rhizom, das dicht flaumig braun behaart ist. Die dünnen Faserwurzeln sind 4 bis 6, selten bis zu 10 Zentimeter lang. Es werden an den Wurzeln ab ihrer Mitte bis zu ihren Enden Adventivknospen und dadurch neue Pflänzchen gebildet.
In grundständigen oder am Ende der Rhizome vorhandenen Blattrosetten sind zu dritt wirtelig oder manchmal gegenständig meist 9 bis 16 (8 bis 18 oder mehr) Laubblätter angeordnet. Die Laubblätter sind sitzend oder kurz gestielt. Der dicht braun zottig behaarte Blattstiel ist bei einer Länge von 6 bis 15 Millimetern sowie einem Durchmesser von 3,5 bis 4,8 Millimetern zylindrisch. Die pergamentartige bis dick krautige (beim Herbarmaterial dünn papierartige) Blattspreite ist grünlich bis grün und nach einem Jahr Wachstum dunkel-grün. Die einfache, asymmetrische oder selten symmetrische Blattspreite ist bei einer Länge von 7,5 bis 15 Zentimetern sowie einer Breite von 3,5 bis 6 Zentimetern, verkehrt-eiförmig elliptisch oder manchmal verkehrt-eiförmig lanzettlich mit sich verschmälernder, meist schiefer Spreitenbasis und gerundetem, stumpfem bis fast spitzem oberen Ende. Der Blattrand ist fein gekerbt mit vielen Kerben. Die Blattoberseite ist anfangs spärlich flaumig behaart und später verkahlend. Die Blattunterseite ist sowohl anfangs als auch später flaumig mit behaart. Entlang der Haupt- und Seitennerven sind strigelige Trichome vorhanden. (Indument) Es ist Fiedernervatur vorhanden mit sieben bis neun wechselständigen Seitennerven auf jeder Seite des Mittelnerv. Die Blattadern sind in der Blattoberseite deutlich vertieft und auf der Blattoberseite deutlich erhaben.

### Blütenstand und Blüte
In den Blattachseln befinden sich 2,2 bis 4,5 Zentimeter lange und bei einem Durchmesser von 1 bis 1,5 Millimetern kräftige Blütenstandsschäfte, die bräunlich-grün bis bräunlich-rot und dicht kurz striegelig mit bräunlich-roten oder manchmal rosafarbenen Trichomen behaart sind. Im zymösen Blütenstand, der die Form eines Dichasium besitzt und einfach ist oder aus zwei Verzweigungen besteht, befinden sich meist 8 bis 14, selten 4 bis 5 oder mehr als 14 Blüten. Die zwei gegenständig angeordneten, bräunlich-grünen Tragblätter sind bei einer Länge von etwa 6 Millimetern sowie einer Breite von etwa 1 Millimetern linealisch-lanzettlich mit spitzem oberen Ende sowie glattem Rand und sie sind auf der Oberseite angedrückt flaumig sowie auf der Unterseite kurz flaumig behaart. Der bräunlich-grüne bis grüne Blütenstiel besitzt einen Durchmesser von etwa 1 Millimeter, ist 4 bis 9 Millimetern lang und flaumig behaart.
Die zwittrigen Blüten sind fünfzählig und radiärsymmetrisch mit doppelter Blütenhülle. Die fünf gleichen Kelchblätter sind nur an ihrer Basis zu einem radiärsymmetrischen Kelch verwachsen. Die fünf gleichen rosafarben-weißen, hell-rosafarben-purpurfarbenen bis hell-bräunlich-roten Kelchlappen sind bei einer Länge von 3,5 bis 4 Millimetern sowie einer Breite von 1,2 bis 1,4 Millimetern lanzettlich mit spitzem oberen Ende und glattem Rand; sie sind außen flaumig behaart und innen kahl. Die fünf hell-purpurfarbenen bis hell-bläulich-purpurfarbenen, außen fein flaumig behaarten und innen fast kahlen mit nur wenigen Drüsenhaaren bedeckten Kronblätter sind zu einer bei einer Länge = Höhe von 4 bis 5 Millimetern sehr kurzen bei einem Durchmesser von 65 bis 75 Millimetern napfförmigen Krone verwachsen. Die einer bei einer Länge = Höhe von 1,5 bis 2 Millimetern Kronröhre ist sehr kurz. Die radiärsymmetrische Blütenkrone endet in fünf gleichen Kronlippen, die länger als die Kronröhre sind. Die Kronlippen sind halb-elliptisch, wobei die lange Seite etwa 3,5 Millimeter und die kurze etwa 1,2 Millimeter lang ist; ihr oberes Ende ist gewölbt und der Rand ist zurückgekrümmt.
Es sind vier freie, fertile Staubblätter vorhanden. Bei den sehr nahe der Basis der Kronröhre inserierten, dünnen, kahlen Staubfäden gibt es ein kurzes und ein längeres Paar. Beim längeren Paar sind die Staubfäden etwa 1,5 Millimeter lang und beim kürzeren Paar etwa 1 Millimeter lang. Die freien, basifixen, gelblich-braunen bis hell-grünlich-braunen Staubbeutel sind bei einer Höhe von etwa 1 Millimeter und einem Durchmesser von etwa Millimeter herzförmig. Die kahlen Theken öffnen sich durch einen Längsschlitz. Der kahle, kahle, gelbe Nektardiskus ist etwa 1 Millimeter und besitzt einen gekerbten Rand. Der Stempel und überragt bei einer Länge von etwa 4,5 bis 4,8 Millimetern die Blütenkrone etwas. Der oberständige, einkammerige Fruchtknoten ist hell-rosafarben besitzt an seiner Basis einen Durchmesser von etwa 1 Millimeter und ist bei einer Länge von etwa 0,9 Millimeter kegelförmig; er ist spärlich, unauffällig fein flaumig behaart. Bei der Subtribus Leptoboeinae ist die Plazentation parietal = wandständig. Der durchscheinende bis weiße  Griffel ist bei einer Länge von 3,8 bis 4 Millimetern viel länger als der Fruchtknoten. Die ungeteilte Narbe ist gelb und punktiert.

### Frucht und Samen
Der haltbare, auf seiner Außenseite dicht flaumig behaarte Kelch umhüllt die Kapselfrucht teilweise. Die angedrückt zottig behaarte Kapselfrucht ist bei einer Länge von 4,5 bis 5 Millimetern sowie einem Durchmesser von 1,2 bis 1,3 Millimetern länglich-eiförmig und etwas länger als der Kelch. Auf der Kapselfrucht ist meist der haltbare Griffel vorhanden. Die bei Reife harte Kapselfrucht öffnet sich meist nicht, falls doch splittet in vier Fruchtklappen auf; sie enthält relativ wenige, weniger als 100, meist 50 bis 80 Samen. Die für die Familie Gesneriaceae relativ großen Samen sind bei einer Länge von etwa 0,5 Millimetern sowie einem Durchmesser von etwa 0,3 Millimetern elliptisch und an beiden Ende spitz; es sind keine Anhängsel vorhanden.

## Vorkommen
Bisher ist von Actinostephanus enpingensis nur ein Fundort bekannt. Sie wurde nur entlang eines Fließgewässers im „Qixingkeng provincial natural reserve“, in der Nähe der Stadt Enping in der südchinesischen Provinz Guangdong gefunden. Doch das Team, das den Fundort untersucht hat, ist der Meinung, dass auch im umliegenden Gebiet noch Populationen gefunden werden könnten. Von der lokalen Bevölkerung wird Actinostephanus enpingensis wohl als Heilpflanze in der Volksmedizin verwendet. Da aber die Population fast vollständig in einem Schutzgebiet gedeiht, besteht keine Gefahr für den Bestand, deshalb erfolgt eine Bewertung nach IUCN-Kriterien als LC = „Least Concern“ = „nicht gefährdet“. Sie gedeiht in der Krautschicht eines tropischen immergrünen Lorbeerwaldes in Höhenlagen von 170 bis 250 Metern an steilen bis fast senkrechten Hängen auf montaner Gelberde und sandigem Lehm.
Diese Art wird im chinesischen Mandarin: 辐冠苣苔属 = Fú Guàn Jù Tái Shǔ genannt.

## Systematik und Genetik
2017 wurde ein Foto eines in vielen Merkmalen abweichenden Pflanzenexemplars aus der Familie Gesneriaceae an chinesische Botaniker geschickt. Doch erst 2019 konnte Hui-Feng Wang eine Sammelexkursion ins südliche Guangdong unternehmen und die Genehmigung erhalten, im Schutzgebiet Qixingkeng Pflanzenmaterial für genaue Untersuchungen zu entnehmen. Das Typusmaterial wurde mit der Herbarnummer „Chen Xiaoyun & Liang Junjie 210519-01“ im Plant Specimen in China from IBK Herbarium des Guangxi Institute of Botany der Chinese Academy of Sciences hinterlegt. Seit der Aufsammlung werden lebende Exemplare in den Institutionen Gesneriad Conservation Center of China (GCCC) und National Gesneriaceae Germplasm Resources Bank of Guangxi Institute of Botany (GXIB) kultiviert.
Die Erstbeschreibung von Actinostephanus enpingensis erfolgte 2022 durch Fang Wen, Yi-Gang Wei und Zi-Bing Xin in: PhytoKeys, Band 193, März 2022, S. 89–106. Dabei wurde auch die Gattung Actinostephanus aufgestellt. Der Gattungsname wird Fang Wen, Yi-Gang Wei und Long-Fei Fu zugeschrieben. Der botanische Gattungsname Actinostephanus leitet sich aus den griechischen Wortbestandteilen: “Actino-” von ἀκτῑ́ς = aktῑ́s für „Strahlen“ und “-stephanus” von Στέφανος = stéphanos für „Krone“ ab; er bezieht sich auf die radiärsymmetrische Blüte. Radiärsymmetrische Blüten sind bei den Gesneriaceae Chinas selten, es kommt nur bei drei weiteren chinesischen Arten vor. Das Artepitheton enpingensis bezieht sich auf den Fundort.
Actinostephanus enpingensis ist die einzige Art der Gattung Actinostephanus, die zur Subtribus Leptoboeinae aus der Tribus Trichosporeae in der Unterfamilie Didymocarpoideae innerhalb der Familie Gesneriaceae gehört.
Laubblattmaterial wurde bei der Erstaufsammlung in Silikagel getrocknet, um damit DNA-Untersuchungen durchzuführen. Molekulargenetische Untersuchungen zeigten, dass diese neue Art nahe verwandt mit den Gattungen Boeica C.B.Clarke, Leptoboea Benth. sowie Rhynchotechum Blume ist. Besonders die deutlich abweichenden morphologischen Merkmale und die genetischen Stammbäume zeigen, dass für diese Art eine neue Gattung aufgestellt werden muss. Die Gesamtgröße des Plastidgenoms von Actinostephanus enpingensis beträgt 154,315 bis 154,344 bp (Basenpaare). Besonders die Merkmale der radiärsymmetrischen Blüten zeigen, die deutliche Abweichung. Radiärsymmetrische Blüten kommen bei den Gesneriaceae Chinas nur bei drei weiteren Arten vor, bei Bournea sinensis Oliv., Bournea leiophylla (W.T.Wang) W.T.Wang & K.Y.Pan ex W.T.Wang und Oreocharis esquirolii H.Lév..

## Sonstiges
Es gibt auch die Gattung Actinostephanus Kwietniewski 1897 im Tierreich in der Familie Actinodendridae innerhalb der Seeanemonen (Actiniaria).